# Leutstettenhäst
Leutstettenhästen är en hästras som utvecklades i Ungern, men som numera avlas uteslutet i Tyskland. Leutstettenhästen är väldigt ovanlig och det finns idag bara ca 50 registrerade exemplar av rasen, sedan aveln av denna ras helt och hållet har blivit ansvaret för mindre, privata uppfödare, då huvudstuteriet Leutstetteten i tyska Bayern lade ner sin avel år 2006. Leutstetten är en nobel halvblodshäst som användes som kavallerihäst förr, men idag är den främst en rid- och körhäst. Innan aveln av rasen flyttades till Tyskland kallades de främst för Sárvár-hästar. 

## Historia
Leutstettenhästen avlas idag uteslutande i Tyskland, men de första exemplaren av rasen, som då kallades Sárvár utvecklades även i Ungern. Namnet kom ifrån godset Sárvár i västra Ungern som köptes av kung Ferdinand år 1803. Strax efter köpet startades en uppfödning av kavallerihästar på gården, som redan 1816 fick en stambok där de registrerades. De hästar som användes i aveln var främst hästar som importerades från Tyskland, bland annat Mecklenburgare och Trakehnare men även hästar från England importerades och användes i aveln. 
Efter Napoleon I:s förlust i Liepzig år 1813 fick de ungerska uppfödarna tillgång till en stor normandisk häst vid namn Nonius. Nonius var stor och kantig och ansågs vara ganska ful men han var otroligt produktiv och alla hans avkommor blev vackra, starka hästar och han skulle så småningom bli grunden till den ungerska hästrasen med samma namn, Noniushästen. En stor del av dessa Noniushästar fördes till Sárvár där de ingick i aveln av kavallerihästarna. År 1826 importerades även ett engelskt sto vid namn Helena som skulle bli en av de viktigaste avelsstona i Leutstettenhästarnas historia. 
Under första hälften av 1900-talet utavlades de gamla Sárvárhästarna med ytterligare blod från Nonius och även andra ungerska raser som Furioso. För att förädla hästarna så avlade man även på olika fullblodshästar och fullblodskorsningar som Shagya-araber och Angloaraber. Renrasiga engelska och arabiska fullblod användes också. 
Under Andra världskriget skulle Ungern drabbas hårt av ryssarnas intåg i landet och aveln av Sárvárhästarna upphörde i Ungern. De hästar som användes i aveln evakuerades till Bayern i Tyskland, till stuteriet Leutstetten som tog över all avel av hästarna. Istället för att utnyttja de ungerska uppfödarnas metoder, satsade de tyska uppfödarna på att få tillbaka den gamla karaktären genom att enbart avla med hjälp av Noniushästar. En liten förädling skedde med engelska fullblod, men i stort sett behölls rasen så ren som möjligt. Rasen fick även byta namn till Leutstetten efter det nya stuteriet. 
1980 fördes ca 50 hästar tillbaka till Sárvárstuteriet i Ungern. Men istället för att försöka avla upp rasen på nytt användes stammen i aveln av den ungerska Furioson. Även i Tyskland började man får problem med det sjunkande intresset för rasen och 2006 hade aveln gått så dåligt att det endast återstod ca 50 registrerade hästar kvar och stuteriet Leutstetten stängde igen. Aveln sköts idag helt och hållet av privata uppfödare och i en mycket mindre skala, vilket gjort att rasen är extremt utrotningshotad. Att avla fram mer atletiska sporthästar med hjälp av utavel med fullblod är ett försök att rädda rasen.

## Egenskaper
Leutstettenhästarna är ädla och nobla halvblodshästar som utmärker sig som körhästar och inom kavalleriet. Det nya försöket att rädda rasen genom att utavla hästarna med fullblod har gett en sportigare och mer atletisk varmblodshäst som är mer lämplig för ridsportens alla discipliner. 
Leutstettenhästen är alltid brun och ca 155-165 cm i mankhöjd. Hästarna kan ha vita tecken i ansiktet men de är ofta mycket små. Leutstettenerhästarna är robusta med en något kraftig exteriör. Huvudet är proportionerligt med en lätt utåtbuktande eller rak nosprofil. Leutstettenhästarna har ett stabilt och lätthanterligt humör och är en utmärkt allroundhäst. 